# Runaway (film 1984)
Runaway è un film di fantascienza del 1984 scritto e diretto da Michael Crichton con protagonista Tom Selleck.

## Trama
In un prossimo futuro, i robot sono diffusissimi, negli uffici, nelle campagne e nelle case della gente. Il sergente Ramsay, vedovo e con un figlio, è a capo di una squadra speciale della Polizia destinata a neutralizzare i robot difettosi chiamati Runaway, ovvero fuggitivi. Egli si è unito alla squadra speciale dopo un incidente in cui la sua paura dell'altezza ha permesso a un criminale di fuggire e uccidere una famiglia.
Assieme alla sua nuova partner Karen Thompson si ritrova a gestire il primo omicidio robotico. Indagando su un robot domestico che ha assassinato una famiglia, essi scoprono strani circuiti integrati che ignorano le funzioni di sicurezza del robot e lo indirizzano ad attaccare gli esseri umani. Questi circuiti sono creati a partire da modelli originali, il che ne consente la produzione in serie.
Il responsabile è il dottor Charles Luther che, lavorando per un'azienda appaltatrice della difesa, ha sviluppato un programma che consente a un robot di identificare un essere umano tramite il calore. Egli ha ucciso i suoi colleghi ricercatori e ha cercato di vendere la tecnologia sul mercato nero. Un fallito tentativo di arrestare Luther si conclude con il recupero di un'altra delle sue armi, un proiettile intelligente che, sparato da una particolare rivoltella, insegue e colpisce nell'aria le vittime predestinate, perché attratto dal loro calore corporeo. Luther dispone anche di micidiali ragni-robot, programmati per trafiggere, tramite aghi, il collo delle loro vittime per ucciderle iniettando dell'acido e poi esplodere.
Durante le indagini, Ramsay e Thompson si imbattono in Jackie Rogers, un tempo amante di Luther, che lo ha tradito e ha rubato i modelli dei circuiti con l'intenzione di rivenderli. I poliziotti cercano di portare Jackie in salvo ma Luther attacca il convoglio della polizia con bombe robotiche intelligenti. Dopo essere sfuggiti all'attentato, Ramsay decide di fare un'apparizione pubblica con Jackie in un ristorante per far uscire allo scoperto Luther. Questi però cattura Thompson e vuole scambiarla con Jackie e i modelli. Prima di effettuare lo scambio, la donna dà alcuni modelli a Ramsay per assicurarsi che Luther non la uccida ma questi la uccide comunque dopo aver scoperto che i modelli sono incompleti.
Per recuperare i modelli mancanti, Luther si introduce nei computer della polizia per scoprire tutto sulla vita privata di Ramsay, incluso suo figlio Bobby. Dopo aver scoperto che i suoi dati sono stati hackerati, Ramsay corre a casa e scopre che il figlio è scomparso. Luther chiama per confermare di averlo rapito e di volerlo scambiare con i modelli mancanti.
Luther si trova all'ultimo piano di un edificio in costruzione, e Ramsey dovrà vincere la sua paura dell'altezza per salire. Il sergente cede lo schema e Luther fa scendere il figlio con l'ascensore, ingannandolo però in quanto i ragni-robot presenti all'ingresso, che erano stati programmati a non attaccare chi fosse entrato nell'ascensore dell'edificio, devono uccidere con l'acido chiunque scenda a terra. Il figlio si salva grazie al provvidenziale intervento di Karen che ha seguito il collega ignorando i suoi ordini. 
Si ha quindi una lotta finale e mozzafiato in mezzo agli ascensori e agli inquietanti ragni-robot, al termine della quale Luther cade al suolo e viene aggredito dagli stessi ragni rimasti a terra, che lo uccidono iniettandogli l'acido. Il film termina con il bacio finale tra il sergente e la sua aiutante.

## Produzione
Il film è stato scritto e diretto da Michael Crichton, che ha dichiarato di aver deliberatamente reso vago quanto lontano nel futuro l'ambientazione del film. Crichton ha affermato che il film "non è un racconto ammonitore" sulla tecnologia, ma "una storia poliziesca aggiornata, con tutti i cliché della polizia un po' stravolti. Questo è un film, almeno in parte, sulla differenza tra persone e macchine. Ci siamo sforzati molto di mantenere la prospettiva.
Il protagonista del film è Tom Selleck  che aveva avuto un piccolo ruolo nel film Coma di Crichton ed era poi diventato una star televisiva grazie a Magnum, PI . Selleck in seguito disse: "Con la mia serie TV, non posso permettermi il lusso di accettare molti progetti. Quindi, quando mi viene offerto un film e i tempi sono maturi, dico di sì. Continuo a pensare che se non dico di sì, tutti se ne andranno. Ed essere un fan di Michael Crichton mi ha aiutato, perché sono davvero molto nervoso nel fare questo".
Il film segnò il primo ruolo da attore in un lungometraggio per la rock star Gene Simmons che in precedenza aveva rifiutato una serie TV che voleva sfruttare la sua fama nei Kiss, così come parti in Flashdance e Doctor Detroit, perché "non ero interessato ai musical o alle commedie. Volevo iniziare con qualcosa di serio". "Non vedevo Luther come malvagio", ha detto Simmons, "ma come un animale mortale che uccide quando qualcuno si mette sulla sua strada."
Per la sua interpretazione, Kirstie Alley ottenne una nomination al Saturn Award del 1984 come migliore attrice non protagonista.
Le riprese si sono svolte da maggio ad agosto 1984 a Vancouver, nella Columbia Britannica, mentre Selleck era in pausa dalle riprese di Magnum PI .
Jerry Goldsmith ha composto la colonna sonora originale, che è stata la prima colonna sonora interamente elettronica del compositore.

## Promozione
Il film era accompagnato dallo slogan: "IT IS THE FUTURE. Machines are being programmed to turn against us. Someone must stop the madman who started it all".

## Accoglienza
Previsto come uno dei maggiori prodotti cinematografici del 1984, e nonostante il budget milionario, gli attori famosi e un autore e regista di fama mondiale, il film passò in secondo piano, adombrato da un altro film di fantascienza, a basso costo, Terminator, realizzato con attori non famosi, a parte Arnold Schwarzenegger, e scritto e diretto da un allora sconosciuto James Cameron.

### Critica
Su Rotten Tomatoes ha una valutazione del 48% basata sulle recensioni di 23 critici.  Il film ha ricevuto recensioni contrastanti. Janet Maslin del New York Times ha scritto: "Il signor Crichton ha una sensibilità molto migliore per i gadget rispetto ai suoi attori umani”.
Kevin Thomas del Los Angeles Times lo ha definito "un film sicuro, completamente cinematografico, il suo fiorire di gadget ingegnosi non travolge la sua dimensione umana". Gene Siskel del Chicago Tribune pensava che il film iniziasse "in modo eccitante" ma "scendesse in un thriller di inseguimento di routine" in cui Selleck era un protagonista scarso".

Neil Gaiman ha recensito Runaway per la rivista Imagine e ha affermato che “la corsa per superare in astuzia lo psicopatico cibernetico è roba avvincente, soprattutto, con una resa dei conti terrificante in cima a un grattacielo incompiuto; e come poliziotto eroe senza testa per le altezze, Selleck è bravo. Nel frattempo, passa troppo tempo a essere solo un rubacuori".
(Fantafilm)